# Justice Moore
Justice Moore – ghański piłkarz grający na pozycji obrońcy. W swojej karierze grał w reprezentacji Ghany.

## Kariera klubowa
W swojej karierze piłkarskiej Moore grał w klubach Sekondi Eleven Wise i Hearts of Oak.

## Kariera reprezentacyjna
W 1978 roku Moore'a powołano do kadry na Puchar Narodów Afryki 1978, a w 1980 roku na Puchar Narodów Afryki 1980. Na obu turniejach był rezerwowym i nie rozegrał żadnego meczu. W 1978 roku został z Ghaną mistrzem Afryki.